# Вибори до Полтавської обласної ради 2006
Вибори до Полтавської обласної ради 2006 — вибори до Полтавської обласної ради, що відбулися 26 березня 2006 року. Це були перші вибори до Полтавської обласної ради, що проводилися за пропорційною виборчою системою. Для того, щоб провести своїх представників до Полтавської обласної ради, партія чи блок мусила набрати не менше 3% голосів виборців. Загалом у виборах брали участь 37 учасників виборчої кампанії.

## Результати виборів
| Розподіл голосів     | Розподіл голосів     | Розподіл голосів | Розподіл голосів | Розподіл голосів |
| -------------------- | -------------------- | ---------------- | ---------------- | ---------------- |
|                      |                      |                  |                  |                  |
| БЮТ (29)             | БЮТ (29)             |                  | 24.10%           | 24.10%           |
| Партія регіонів (20) | Партія регіонів (20) |                  | 14.79%           | 14.79%           |
| «Наша Україна» (15)  | «Наша Україна» (15)  |                  | 10.9%            | 10.9%            |
| СПУ (15)             | СПУ (15)             |                  | 10.6%            | 10.6%            |
| КПУ (7)              | КПУ (7)              |                  | 5.0%             | 5.0%             |
| Блок Литвина (4)     | Блок Литвина (4)     |                  | 3.2%             | 3.2%             |

Примітка: На діаграмі зазначені лише ті політичні сили, які подолали 3 % бар'єр
 і провели своїх представників до Полтавської обласної ради.
 В дужках — кількість отриманих партією чи бльоком мандатів